# 動物文学

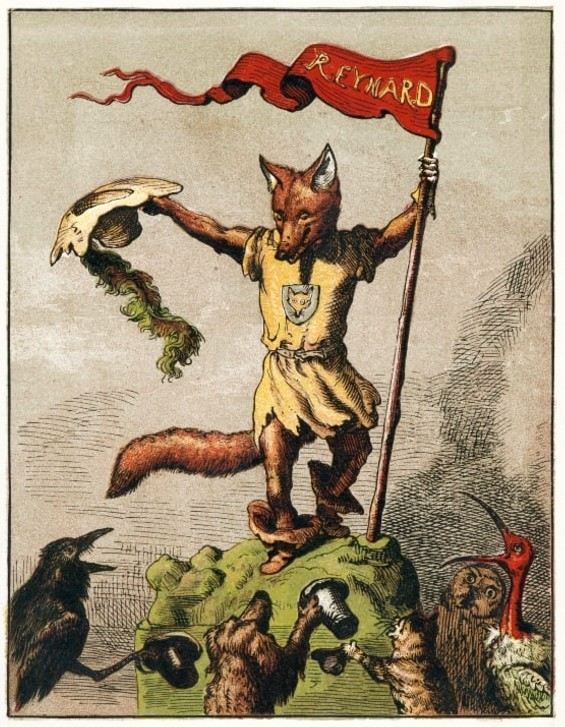
『狐物語』の近代の挿絵

動物文学（どうぶつぶんがく）は、動物を扱った文学作品の総称である。動物が登場する物語は、文字で描かれたものか口承かを問わず、古来より寓話やおとぎ話のかたちで親しまれており、その中では言葉を話す動物が、しばしば人間存在の象徴的な表現として取り扱われている。近代においては科学的な観察態度の発達に伴い、客観的な観察態度のもとにしながらも文学性・芸術性の高い著作が書かれるようになる。その一方で子供向けの本が多く生産されるようになると、すぐに動物が登場する本が登場し、まもなく動物自身の視点からその生涯を語ったり、あるいは人間との関わりにおいて主要な役割を演じる長編小説が現われた。必ずしも截然と区別できるわけではないが、以下では便宜的な類別の上で動物が登場する文学作品の傾向を解説する。

## 自然科学・博物学的著作

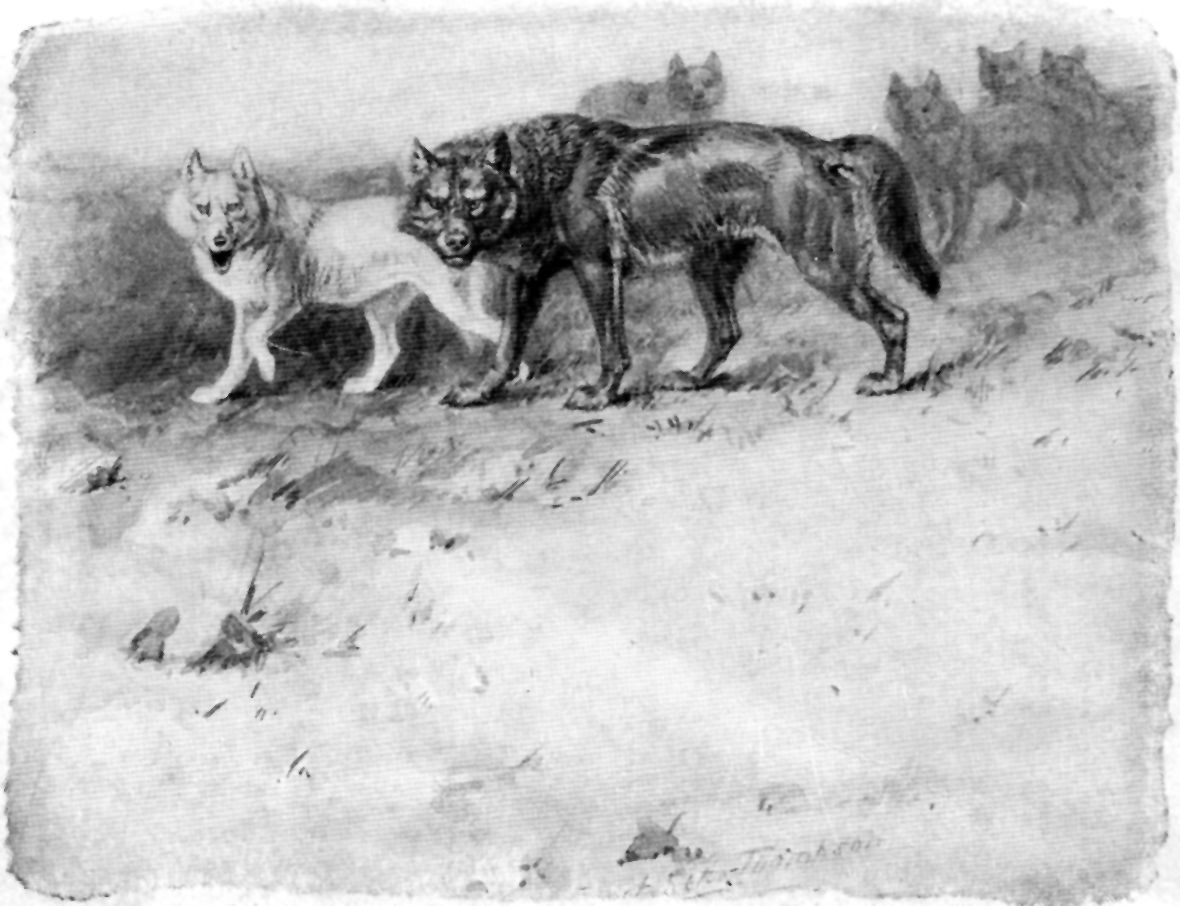
シートン自身の筆による「狼王ロボ」の挿絵

人によっては「動物文学」の語は、動物を客観的・自然科学的な観察のもとに扱いつつも、その描写や表現において文学性を保持する著作群に限定して用いられている。本来は動植物学や博物学などの分野の記録であったものが文学の領域にまで達しているようなものであったり、あるいは自然を題材としたエッセイであったりするもので、対象に対して客観的でありつつも作者の人間観や人生観をうかがわせ、また詩心や情感に溢れているものが含まれる。例えばアイザック・ウォルトンの『釣魚大全』（1653）、ビュフォンの『博物誌』 (1749-1788)、ギルバート・ホワイトの『セルボーンの博物誌』（1789）、チャールズ・ダーウィンの『ビーグル号航海記』（1839)、アンリ・ファーブル『昆虫記』 (1879-1907)、ウィリアム・ハドソン『ラ・プラタの博物学者』 (1892) といったものである。後述するような寓話・教訓話などにおいては、動物がたとえ話の材料・手段として用いられるのに対し、こうした著作では動物を正面から取り上げ、動物それ自体を目的として書かれている。そういった意味では精密な自然科学的観察に基づいて動物物語を書いたアーネスト・シートンの『私が知っている野生動物』 (1898)、ロマン派の農民詩人ジョン・クレアの動物詩などもこれに属するものと言える。このほかジュール・ルナールの『博物誌』（1896) も、動物の細密な描写などは一切行わないが、各種の動物の本質をいわば一筆書きのようにして捉えた独特の動物文学として挙げられる。
このように客観的な立場で対象を記述する態度は、動物を扱う上で常識的・常套的なものと思われがちであるが、実際には感情を極力交えずに書かれた自然詩などと同様、科学の発達と歩調を合わせて現われた近代の所産である。日本においては大正時代から昭和の初期にかけて、柳田國男の「野鳥雑記」や「孤猿随筆」、早川孝太郎の『猪・鹿・狸』（1926）などの動物文学が書かれている。狩猟・牧畜が生活の中心であったために伝統的に動物との関わりが深かった西洋に対し、農耕が生活の中心であった日本においては動物文学は比較的発達を遂げなかったが、近代においてまず現われたのはこうした民俗学的な視点からの著作であった。以後日本でも動物に対する科学的な観察や記録の傾向が芽生えていき、1934年には雑誌『野鳥』『動物文学』が創刊され、こうした中から野鳥賛美を主題にした中西悟堂、動物の飼育記録を題材にした平岩米吉の著作などが生まれていった。

## 寓話・風刺・教訓話

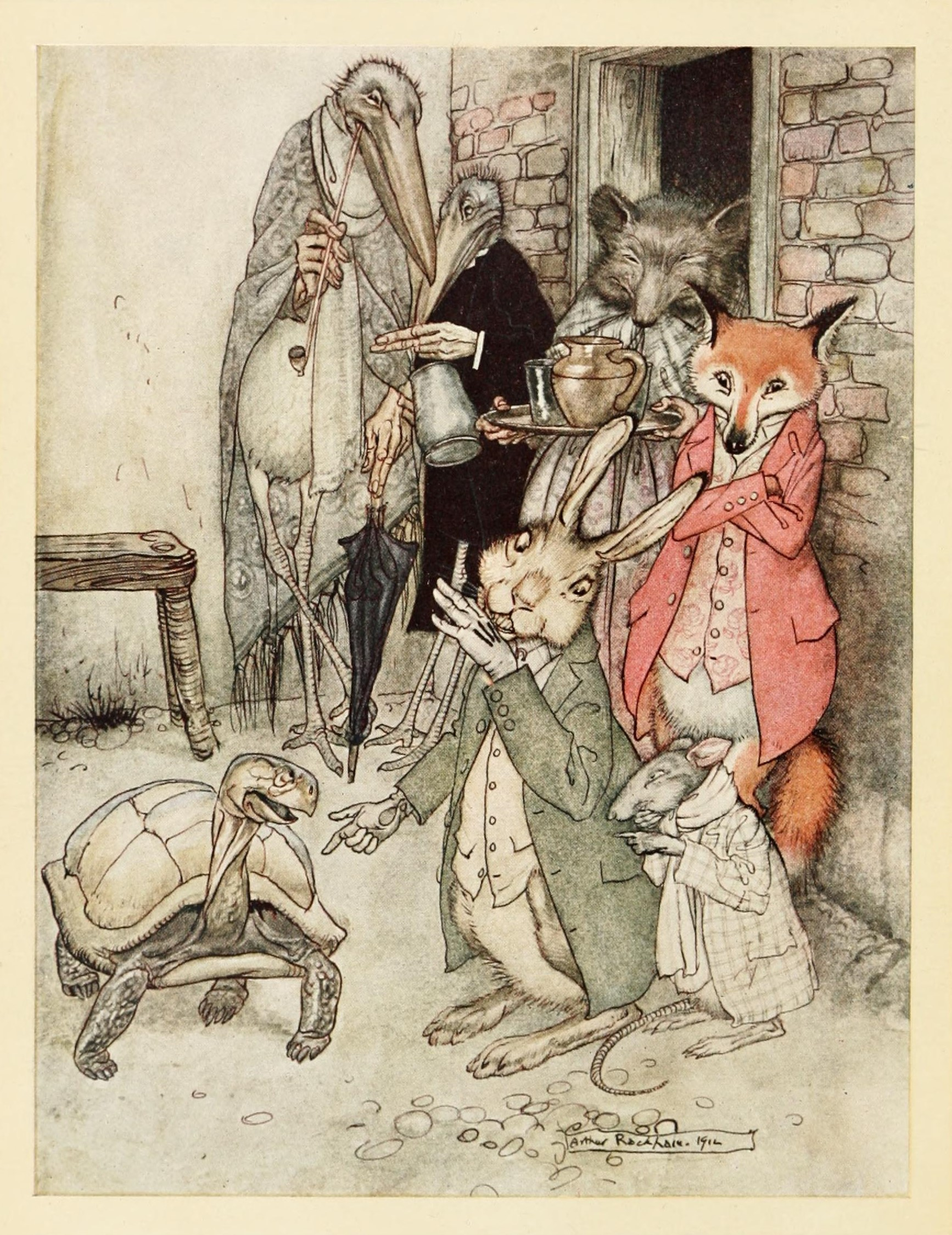
イソップ寓話「ウサギとカメ」の挿絵（アーサー・ラッカム画）

紀元前に成立したアイソーポスの『イソップ寓話』、中世フランスで成立した動物寓話詩『狐物語』など、物語において動物はしばしば寓意や教訓を伝えるための材料、たとえ話の素材や風刺の手段として用いられてきた。このような作品に登場する、人の言葉を話し、人間のように生活する動物たちは、現実の動物であるよりはいわば毛皮を被った人間であり、従ってそれらの真の主題は動物ではなく人間とその世界であると言える。ジョージ・オーウェルの風刺小説『動物農場』 (1945) もこうした方法に則って書かれたものである。中世ヨーロッパでは、動物誌あるいは動物寓意集 (Bestiaries) と言われるジャンルも流行した。これは実在・架空を問わず、さまざまな動物を取り上げていき、その名前や習性などについて道徳的、宗教的な解釈をほどこしてゆくというもので、中世に書かれたものの多くは、紀元3-4世紀ごろのギリシア語の書物『フィシオロゴス』を底本にしている。近代科学の発達のためか次第に人気を失っていったが、その形式は近代においても一部後世の児童書に継承されていった。
日本においては動物昔話の一種として、動物同士の競争譚や拾い物の分配譚などのかたちでこのような人間社会を反映した物語が知られているが、風刺の手段・媒介として動物を用いた例は非常に少ない。ローレンス・スターンの『トリストラム・シャンディ』 (1759-1767) を参考にし、E.T.A.ホフマンの『牡猫ムルの人生観』 (1819-1821) を踏まえているといわれる夏目漱石の『吾輩は猫である』 (1905-1906) は、当時の日本においては例外的な作品であった。

## 変身譚・報恩譚

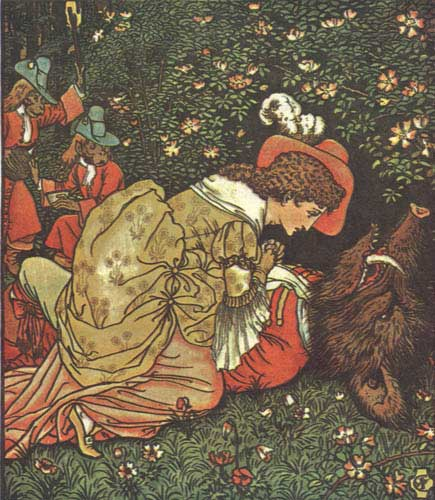
西欧の変身譚のひとつ「美女と野獣」（ウォルター・クレイン画）

東西の神話・民話・伝説などにおいては、しばしば人間が動物に変身したり、あるいは動物が人間に変身したりといった話が見られる。紀元1世紀のオウディウス『変身物語』のように「変身」そのものに興味が注がれていると見られる例もあるが、人間が動物に変わる物語の場合は、しばしば悪魔の性質や、仏教における因果応報、輪廻などの観念の説明となっているもの、あるいは人間社会を批判するための客観的な立場を得るために人間以外の動物に変身するといったものの例も散見される。後世においてはガーネットの『狐になった奥様』 (1922)、フランツ・カフカの『変身』 (1915)、中島敦の「山月記」 (1942) などが、人間が動物になる変身を素材とした近代文学の作例である。
日本においては「鶴の恩返し」や「狐女房」「蛤女房」のように、動物が人への恩返しのために人間（異性）の姿になって現れる動物報恩譚が変身物語と結びついている（ただし変身しない恩返しの話も多い）。動物を助けることによって富がもたらされるという話形は西洋の昔話においても珍しいものではないが、このように動物が人間の異性の姿になって、恩を受けた人間と結婚する、という話は西洋ではあまり見られないタイプのものである。なお西洋の物語においては、変身は一般に霊薬などの外部の超常的な力によってもたらされるものとして描かれるのに対し、日本の伝統的な変身物語では、変身者が自身に内在する力によって自ら変身するというかたちで描かれるという点にも特色がある。

## 児童文学・動物物語

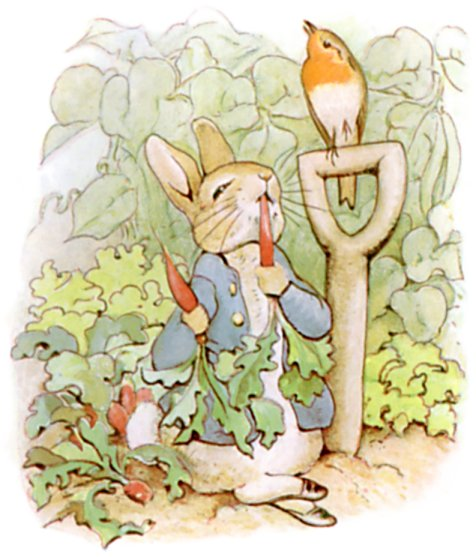
ビアトリクス・ポター『ピーターラビットのおはなし』より

動物文学はその性質として児童文学の分野と結びつきやすく、例えば『シートン動物記』や『ファーブル昆虫記』など、かならずしも子供向けに書かれたものでない著作もしばしば子供向けに再話され児童文学化してゆく傾向がある。おとぎ話（メルヒェン）にもしゃべる動物が登場するものが多いが、近代になって子供向けの本が量産されるようになるとすぐに動物が登場する本も作られ、例えば18世紀なかばのイギリスではジョン・ニューベリーによって、『小さい紳士淑女のためのかわいい絵本』 (1752) など、人間の子供と動物が親しく会話するような本がいくも手がけられている。こうした中から、ドロシー・キルナー『あるネズミの一代記』 (1783) のような作品を嚆矢として、動物が自分の生涯を自ら語ったり、あるいは主要な役割を担う長編の動物物語が現われはじめた（「動物物語」は動物が登場する物語全般をも指すが、狭義には寓話やファンタジーは除かれる）。しばしば動物愛護の精神を説くために書かれたこうした動物物語は、イギリスでは1810年代より一時下火となるが、動物が語り手となる形式はアンナ・シューエルの『黒馬物語』 (1877) の成功によって見直され、動物を語り手とする物語というパターンを定着させた。一方ラドヤード・キプリングは『ジャングル・ブック』 (1894) で、動物に育てられた少年の物語という、動物物語の別のタイプを提示している。
世紀の変わり目には、別節でも取り上げたアーネスト・シートンの『私が知っている野生動物』 (1898)によって、さらに新しいタイプの写実的かつドラマティックな動物物語が開拓された。この流れは同じカナダ人のG.D.ロバーツ『赤ギツネ』 (1905) 、アメリカのジャック・ロンドンによる『野性の呼び声』 (1903)、『白牙』 (1906)、イギリスのヘンリー・ウィリアムソンによる『かわうそタルカ』 (1927) などに受け継がれており、アメリカとカナダでは1920年代から1940年代にかけて写実的な動物物語が優勢をしめた。こうした流れのなかで、ウィル・ジェイムズの『名馬スモーキー』 (1926)、マージョリ・キナン・ローリングスの『子鹿物語』 (1938)、エリック・ナイトの『名犬ラッシー』 (1940) といった、人間の視点から動物への愛を語るタイプの名作も生まれている。他方イギリスではこの時期、ケネス・グレアムの『たのしい川べ』 (1908)、ビアトリクス・ポターの『ピーターラビット』シリーズ (1902 -) など、動物を人間の性格類型としつつその一種の社会的生活を描いた作品が描かれており、この傾向はヒュー・ロフティングの『ドリトル先生』シリーズ (1920 -) をはじめとして、両大戦間のイギリスにおける動物物語の大部分を特徴付けている。日本においては、こうした動物物語が円熟するのは第二次大戦後であり、『高安犬物語』（1954, 直木賞）の戸川幸夫や、「大造じいさんとガン」 (1941) などで知られる椋鳩十によって一連の動物物語が書かれていった。

## 関連文献
- 『世界動物文学全集』全30巻、講談社、1978-1981年